# Mussarra
Mussarra és una masia del terme de Monistrol de Calders, al Moianès situada a 660,8 m. alt. És una obra inclosa a l'Inventari del Patrimoni Arquitectònic de Catalunya.

## Descripció
Està situada a la carena de la serra de Mussarra; la masia està encarada a llevant. Construcció més o menys quadrada, de base medieval i amb posteriors modificacions. La construcció original era rectangular, afegint-se després la part d'oest, feta amb pedra de menys qualitat i reble. Portal d'entrada de mig punt i adovellat; espitlleres a la façana de llevant. Contraforts al migdia. Tines de pedra, exteriors, al sector nord. Coberta a dos aiguavessos; carener perpendicular a la façana. El material constructiu és pedra local; al cos primitiu pedra ben escairada, sense ornamentació que li dona un caire de severitat i antigor.
Els edificis actuals formen un complex que està compost pel mas, la capella de Sant Pere i diverses antigues quadres i pallers. Al seu voltant s'estenen la Quintana de Mussarra, al nord, est i oest, l'Estoviada de Mussarra i el Camp de l'Estoviada, al nord-oest, el Camp Rodó, a llevant i el Cau de la Guilla, a llevant i més lluny.

## Història
Pertanyia a un grup de masies que arribaren a tenir parròquia pròpia, a l'alta edat mitjana: en queda l'església, romànica, de Sant Pere de Mussarra, situada al costat de llevant de la masia. D'aquest grup de masies, només es conserva la del Bosc, en alguns documents denominada el Bosc de Mussarra, però es conserven ruïnes i documents de tot un seguit de cases que constituïen aquest grup: el mas Alzina Martina, conegut com el Casalot, el mas Pla, el mas Pujol, el mas Llandric i el mas Rocagiberga, almenys.
El topònim és de reminiscències aràbigues, sobretot la forma "Almuçarra" que es troba documentada al 1112. Alguns fan derivar el topònim de "mossàrab", fent referència a algun oratori; d'altres el fan derivar d'"almàssera", mode gerres romanes. Propera al mas, hi ha una petita capella romànica, avui paller, anomenada Sant Pere de Mussarra. El casal ha sofert poques modificacions modernes.
El 13 i 14 d'agost del 1714 aquesta masia acollí les tropes borbòniques comandades pel Conde de Montemar, que atacà les tropes austriacistes del Marquès del Poal a la batalla de Talamanca, que tingué lloc a prop, a sota i al sud de la masia.
Actualment, després d'una reconstrucció i restauració, feta amb molta cura pels seus actuals propietaris, en la qual s'han conservat i reforçat tots els elements constructius antics, és una de les masies més belles del Moianès, situada en un lloc privilegiat que justifica plenament el nom, àrab, que rebé.